# Lenguas túrquicas comunes
Las lenguas túrquicas comunes, túrquico común o túrquico shaz forman un taxón en algunas clasificaciones de las lenguas túrquicas que incluye a todas las lenguas túrquicas excepto a las lenguas ogúricas.

## Clasificación
La propuesta de Lars Johanson contiene los siguientes subgrupos: 
- Turco común del suroeste (oghuz)
- Turco común del noroeste (kipchak)
- Turco común del sudeste (karluk)
- Turco común del noreste (siberiano)
- Arghu (Khalaj)

En esta clasificación, el túrquico común se diferencia de las lenguas ogúricas (lir-túrquico) en correspondencias de sonido como la š turca común versus la l ogurica y la z turca común contra la r ogúrica.
El túrquico siberiano se divide en una rama "túrquico siberiano central" y una rama "túrquico siberiano del norte" dentro de la clasificación presentada en Glottolog.
En otros esquemas de clasificación (como los de Alexander Samoylovich y Nikolay Baskakov ), la clasificación interna es diferente.

## Literatura
- Johanson, Lars y Éva Agnes Csató (ed.). 1998. Las lenguas turcas. Londres: Routledge.ISBN 0-415-08200-5.